# Tyler Blackett
Tyler Blackett (Manchester, 2 aprile 1994) è un calciatore inglese, difensore svincolato.

## Caratteristiche tecniche
Difensore centrale, può giocare anche come terzino sinistro.

## Carriera

### Club
Cresciuto nelle giovanili del Manchester United, approda a soli 8 anni nel 2002.
Nel 2012 firma il primo contratto da professionista e viene aggregato alla prima squadra continuando tuttavia a giocare con la squadra under-21. Nel 2013 il club lo cede in prestito al Blackpool, squadra militante in Championship, in cui trova 5 presenze partendo 4 volte da titolare. Nell'anno successivo viene ceduto sempre in prestito ad un altro club di Championship il Birmingham City. Qui realizza 8 presenze regalando anche 2 assist.
Per la stagione 2014-2015, grazie anche alla volontà del nuovo tecnico dei Red Devils Louis van Gaal, rimane al Manchester United in prima squadra giocando tutte le prime 5 partite della stagione sia con la difesa a 3 che con quella a 4, complici soprattutto le partenze dei perni della difesa dei Red Devils, Vidic e Rio Ferdinand.
Alla sesta giornata riceve il primo cartellino rosso della sua carriera al minuto 83 nella gara vinta 2-1 in casta contro il West Ham. Il 4 gennaio 2014 trova la prima presenza con la maglia dei Red Devils in FA Cup nella gara vinta per 2-0 sul campo dello Yeovil Town.
Il 29 agosto 2015, Blackett è stato ceduto in prestito al Celtic fino alla fine della stagione 2015-16.
Ha fatto il suo debutto giocando come terzino in una partita di campionato a Aberdeen il 12 settembre 2015, nella sconfitta per 2-1.
Il 6 agosto 2021 viene ceduto a titolo definitivo all'FC Cincinnati.

### Nazionale
Blackett poteva rappresentare non solo l'Inghilterra, nazione in cui è cresciuto, ma anche Barbados e Giamaica, per via delle proprie origini.
Ha deciso di rappresentare l'Inghilterra, giocando nelle selezioni giovanili dall'Under-16 all'Under-21.

## Statistiche

### Presenze e reti nei club
Statistiche aggiornate al 4 ottobre 2015.
| Stagione        | Squadra           | Campionato      | Campionato | Campionato | Coppe nazionali | Coppe nazionali | Coppe nazionali | Coppe continentali | Coppe continentali | Coppe continentali | Altre coppe | Altre coppe | Altre coppe | Totale | Totale |
| Stagione        | Squadra           | Comp            | Pres       | Reti       | Comp            | Pres            | Reti            | Comp               | Pres               | Reti               | Comp        | Pres        | Reti        | Pres   | Reti   |
| --------------- | ----------------- | --------------- | ---------- | ---------- | --------------- | --------------- | --------------- | ------------------ | ------------------ | ------------------ | ----------- | ----------- | ----------- | ------ | ------ |
| 2013-2014       | Birmingham City   | FLC             | 8          | 0          | FACup+CdL       | 0               | 0               | -                  | -                  | -                  | -           | -           | -           | 8      | 0      |
| 2014-2015       | Manchester United | PL              | 11         | 0          | FACup+CdL       | 1+0             | 0               | -                  | -                  | -                  | -           | -           | -           | 12     | 0      |
| 2015-2016       | Celtic            | SP              | 3          | 0          | SC+CdL          | 1+1             | 0               | UCL+UEL            | 0+3                | 0                  | -           | -           | -           | 8      | 0      |
| Totale carriera | Totale carriera   | Totale carriera | 22         | 0          |                 | 3               | 0               |                    | 3                  | 0                  |             | -           | -           | 28     | 0      |

## Palmarès

### Club

#### Competizioni giovanili
- FA Youth Cup: 1

Manchester United: 2010-2011

#### Competizioni nazionali
- Campionato scozzese: 1

Celtic: 2015-2016